# University of South Australia

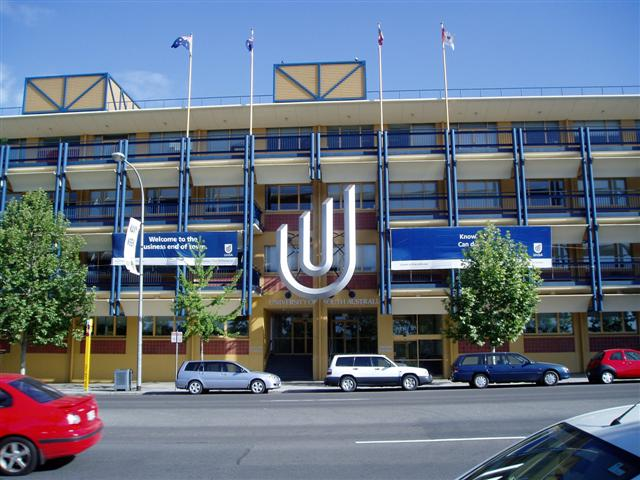
UniSA City West Campus

Die University of South Australia (UniSA) ist eine Universität mit Sitz in Adelaide, South Australia. Sie hat vier Standorte in Adelaide, davon zwei im Stadtzentrum City of Adelaide, City West und City East. Zwei weitere Standorte befinden sich in der Metropolregion Adelaide, Mawson Lakes in Salisbury City und Magill Campus. Weitere Standorte sind der Campus Whyalla sowie der Campus Mount Gambier. Die Gründung der Universität erfolge 1991.
Das Spektrum der Studiengänge ist sehr vielfältig, u. a. Medizin, Pflegeberufe, Wirtschaft, Architektur, Städtebau, Pädagogik, Jura, Psychologie und Ingenieurwissenschaften.
Im QS World University Ranking 2018 erreichte die Hochschule Top 300.
Es gibt 3 große Institute:
- Future Industries Institute (FII)
- The Ehrenberg-Bass Institute for Marketing Science and
- The Centre for Cancer Biology

## Zahlen zu den Studierenden
2020 waren 37.867 Studierende an der University of South Australia eingeschrieben (2016: 31.408, 2017: 31.095, 2018: 32.965, 2019: 35.146). 29.002 davon (76,6 %) hatten noch keinen ersten Abschluss, 28.314 davon waren Bachelorstudenten. 7.552 (19,9 %) hatten bereits einen ersten Abschluss und 1.072 davon arbeiteten in der Forschung. Die Universität zählt über 226.000 Personen zu ihren Ehemaligen (Alumni).

## Andere Universitäten in Adelaide
- Flinders University
- University of Adelaide